# Cot Bada (Langkahan)
Cot Bada is een bestuurslaag in het regentschap Aceh Utara van de provincie Atjeh, Indonesië. Cot Bada telt 454 inwoners (volkstelling 2010).